# Chelsea and Westminster Hospital
Le Chelsea and Westminster Hospital est un hôpital situé dans le quartier de Chelsea à Londres.
Amanda Pritchard occupe divers rôles an sein du NHS Foundation Trust pour le Chelsea and Westminster Hospital,,,.

## Informations
La princesse Beatrice d'York a donné naissance à une fille le 18 septembre 2021 dans cet hôpital.